# Carl Legien telep
A Carl Legien telep (németül Wohnstadt Carl Legien) Berlin modern stílusú lakónegyedeinek egyike Pankow kerület Prenzlauer Berg városrészében. 1928 és 1930 között épült szakszervezeti és szövetkezeti forrásból Bruno Taut és Franz Hillinger tervei szerint. Nevét Carl Legien német szakszervezeti vezetőről kapta. Ide tartozik a Erich-Weinert-Straße valamint a Gubitz- és Sültstraße által határolt terület.
A lakónegyedet Prenzlauer Berg északi részének beépítése folyamán hozták létre az 1920-as és 1930-as években. Miután az első világháború miatt az építőipar válságba került, a Weimari Köztársaság újabb lendületet adott a lakóépületekkel kapcsolatos projekteknek, amelynek köszönhetően egész Berlinben új lakótelepeket építettek, így például Prenzlauer Bergben a Carl Liegen negyed mellett a GEHAG-telepet. 
A telepet 1925-ben a GEHAG-tervezőiroda akkori vezetője Franz Hilliger tervezte, aki a 8,4 hektáros területre 1145 másfél- és három és fél szoba közötti nagyságú lakást álmodott. Hillinger az 1920-1921-ben Rotterdamban épült Tusschendijken negyedet tekintette példának, ami a holland J.J.P. Oud alkotása volt, aki személyes kapcsolatban állt Bruno Taut irodájával. Az új lakótelep az uralkodó új építészeti stílus szellemét tükrözte: a házak egyszerű formájúak, nem túldíszítettek, és kiszolgálják a bennük lakók igényeit. Taut és Hilliger telepe hat, hosszan elnyúló, U alakú tömbből áll, amelyek mindegyike egy zölddel beültetett belső udvart vesz körül. Így érték el, hogy a sok épület ellenére bőven legyen zöld terület.
A lakótelep ma műemléki védettséget élvez. 1994-ben megkezdődött a műemlékek felújítása az eredeti vakolat és színezés helyreállításával. 2008 júliusában a lakónegyed Berlin másik öt lakótelepével együtt az UNESCO világörökségeinek listájára került.

## Képek

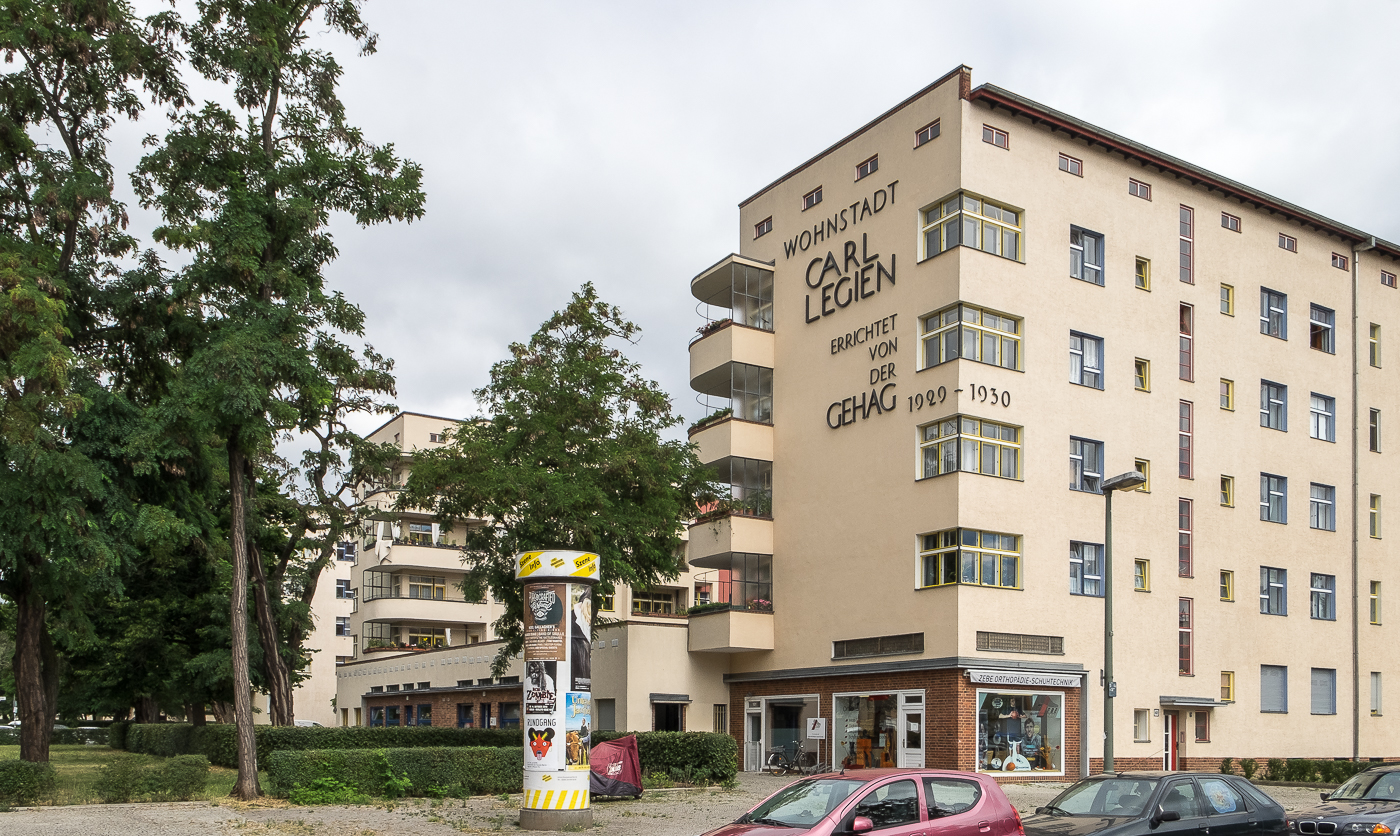
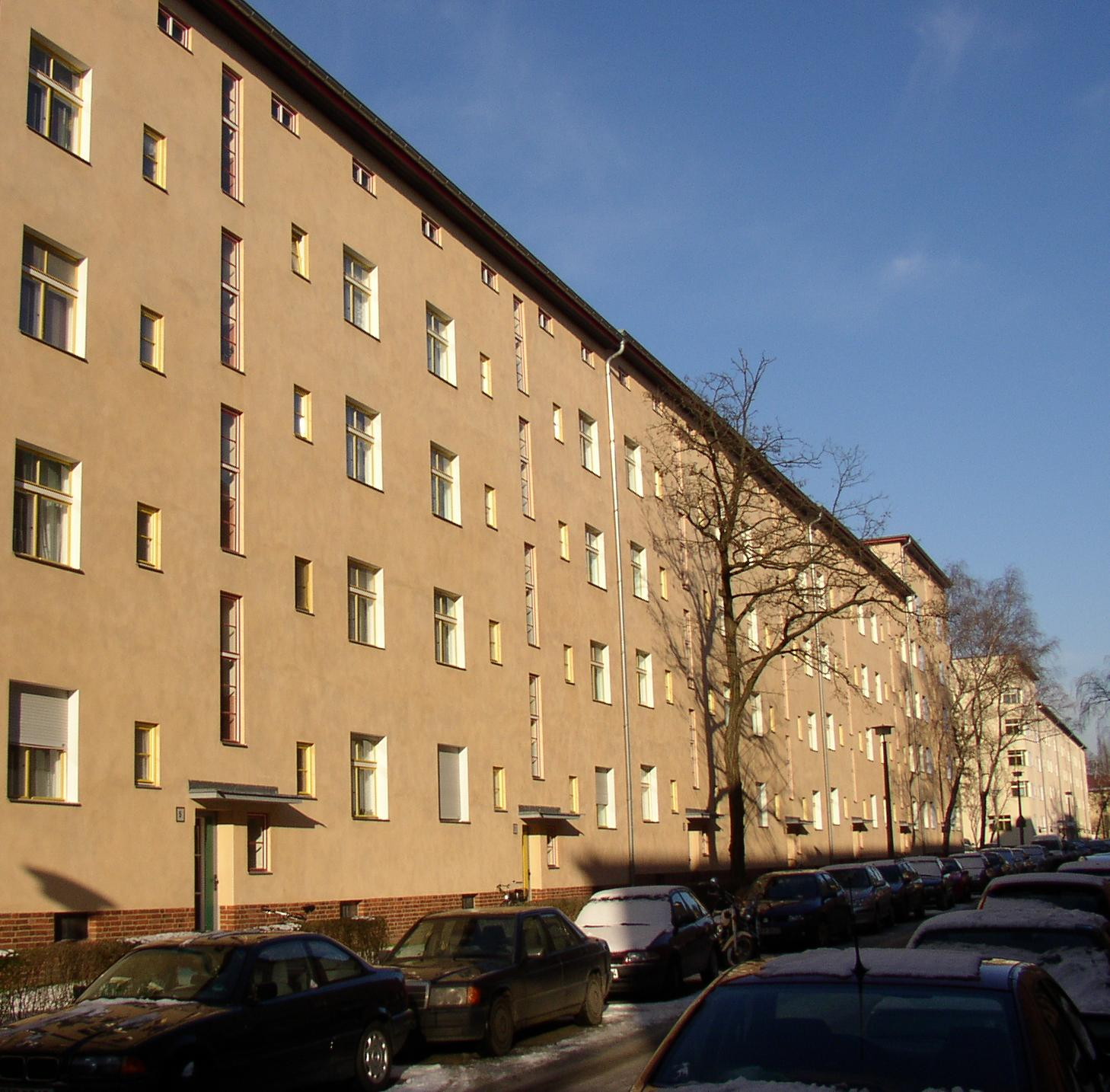
Sodtkestr 5.
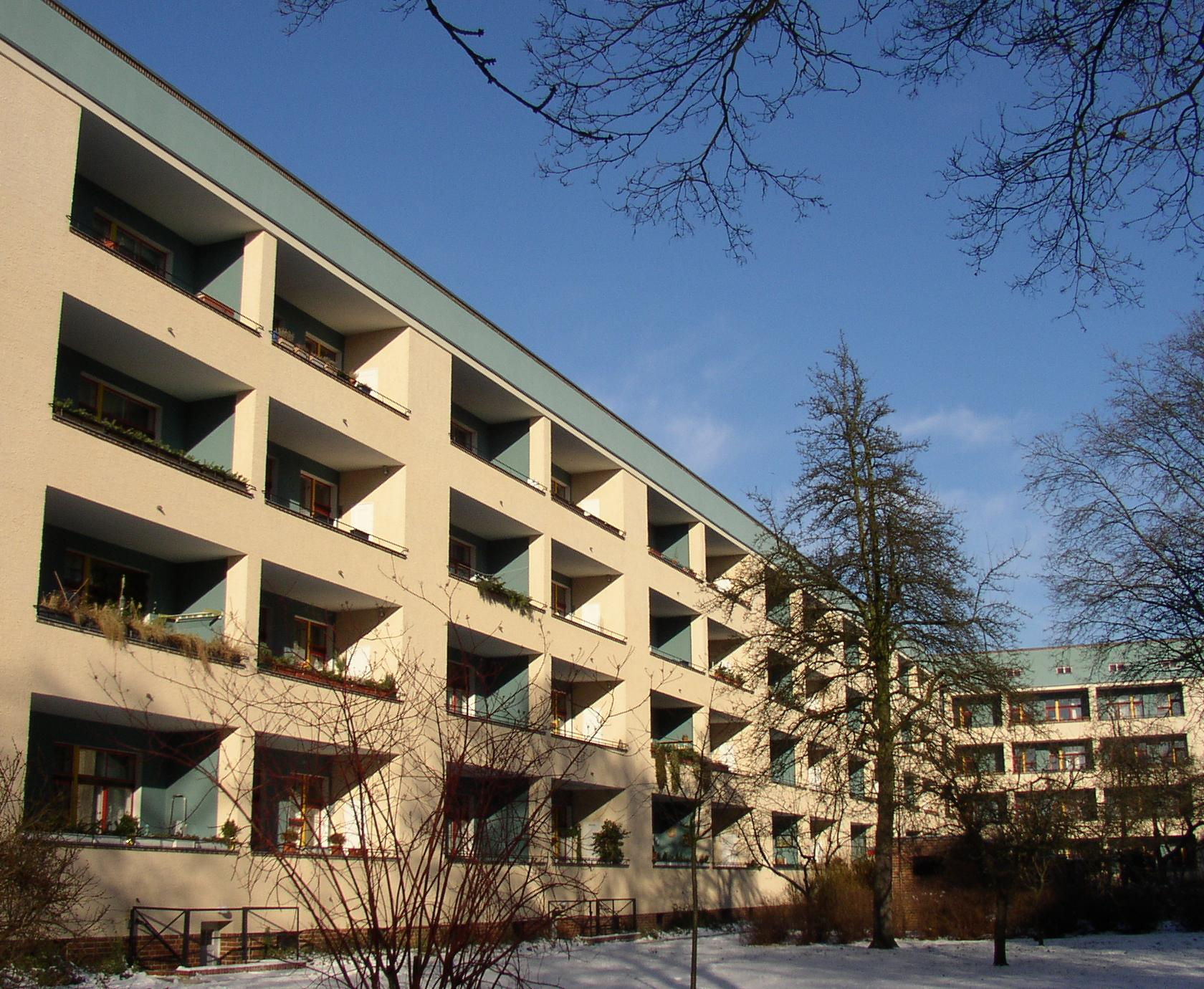
Sueltstr 36.
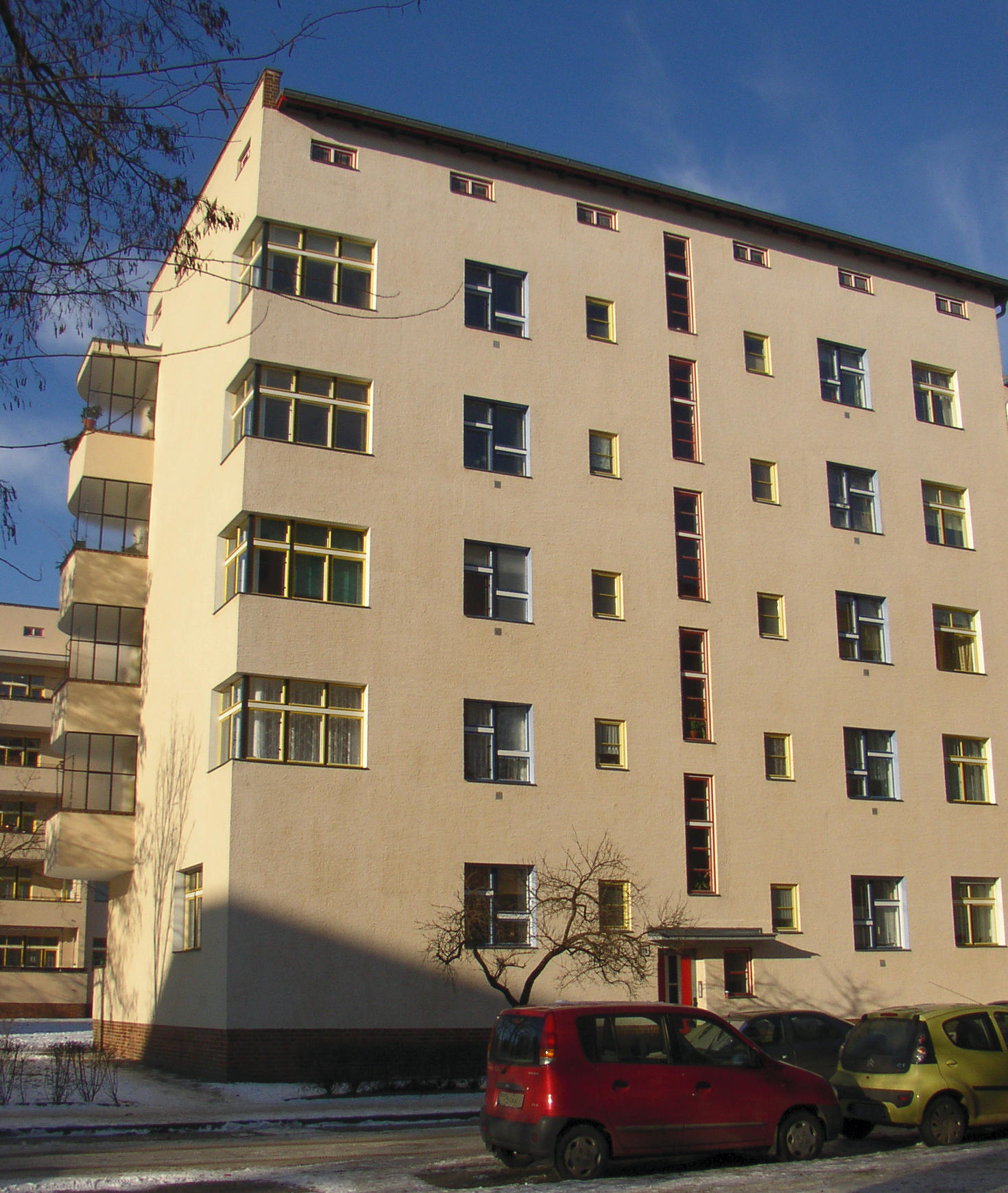
Sodtkestr 19.
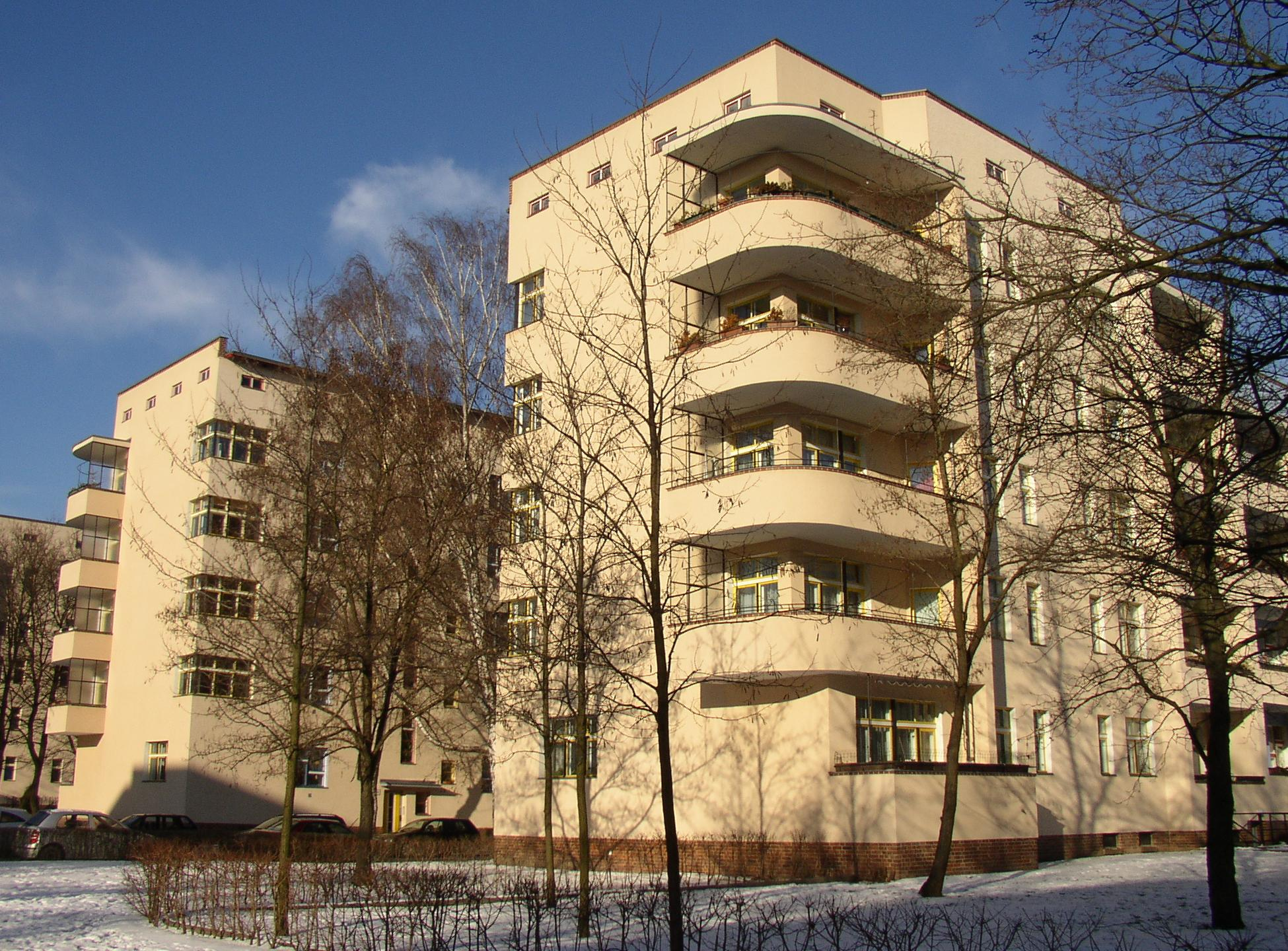
Trachtenbrodtstr 20.
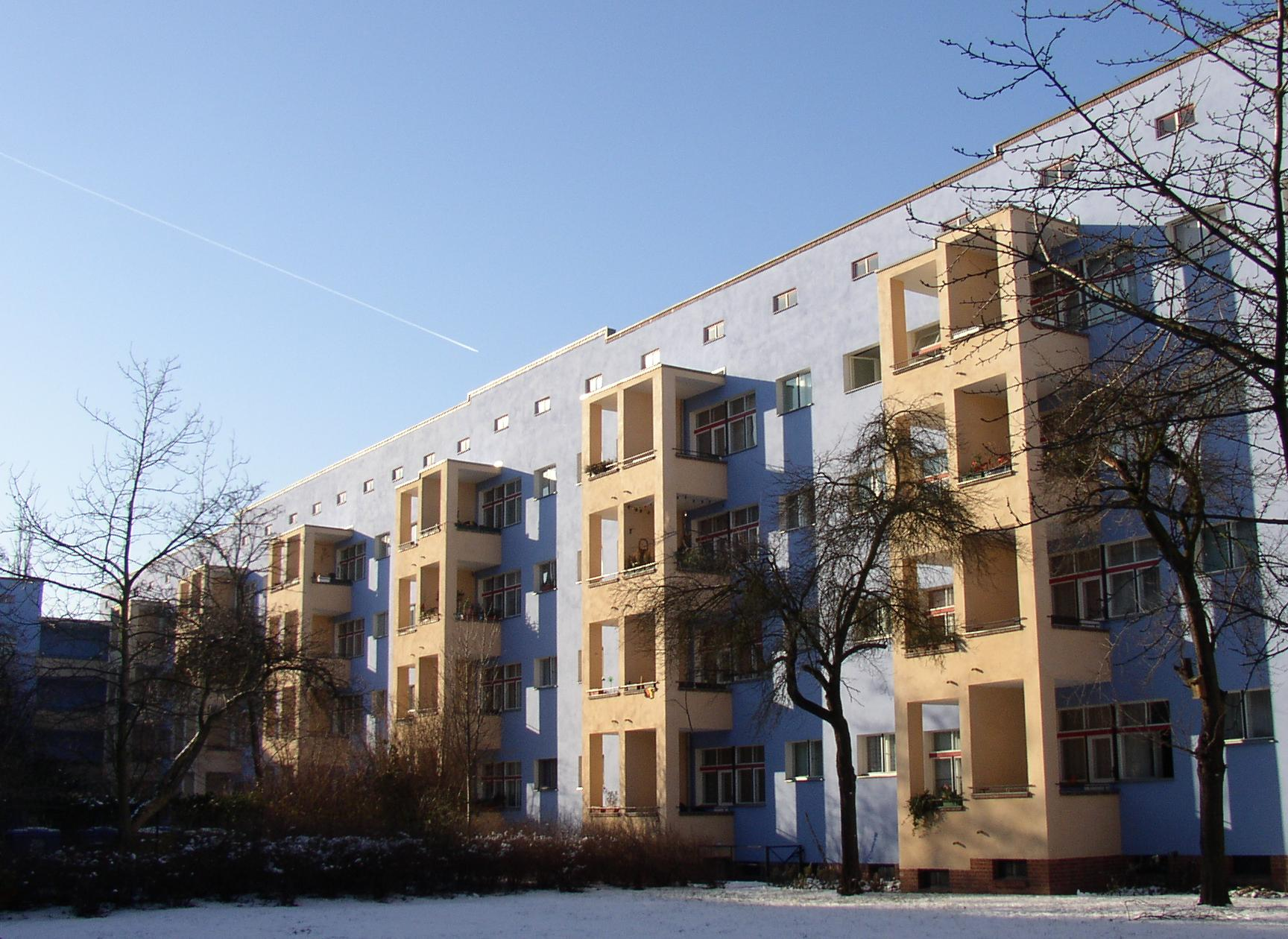
Trachtenbrodtstr 10.

## Fordítás
- Ez a szócikk részben vagy egészben  a   Wohnsiedlung Carl Liegen című német Wikipédia-szócikk ezen változatának fordításán alapul.  Az eredeti cikk szerkesztőit annak laptörténete sorolja fel. Ez a jelzés csupán a megfogalmazás eredetét és a szerzői jogokat jelzi, nem szolgál a cikkben szereplő információk forrásmegjelöléseként.